# Marceli Chlamtacz

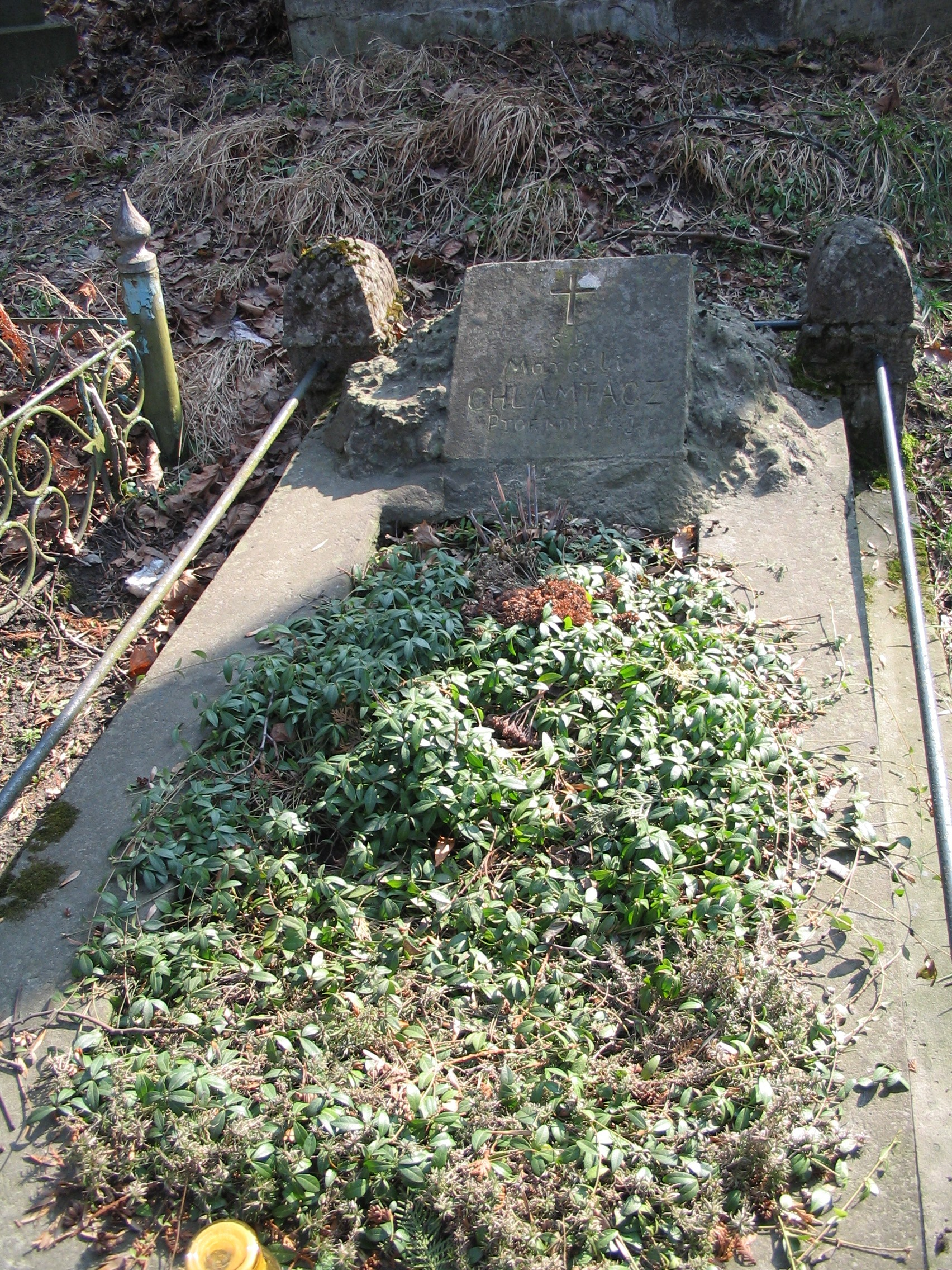
Grób prof. Chlamtacza na Cmentarzu Łyczakowskim

Marceli Chlamtacz (ur. 26 kwietnia 1865 w Szarpańcach, zm. 7 stycznia 1947 we Lwowie) – polski prawnik, specjalista prawa rzymskiego i cywilnego, profesor Uniwersytetu Lwowskiego.

## Życiorys
Kształcił się w C. K. Gimnazjum im. Franciszka Józefa we Lwowie, gdzie w 1885 ukończył VIII klasę i zdał egzamin dojrzałości (w jego klasie był m.in. Wacław Borzemski). Studiował prawo na Wydziale Prawa Uniwersytetu Lwowskiego. Na studiach nieprzerwanie związany był z seminarium Oswalda Balzera. Po ukończeniu studiów odbył praktykę sądowo-karną w C.K. Sądzie Krajowym, przy Trybunale I Instancji we Lwowie. W międzyczasie zdał na uniwersytecie macierzystym rygoroza ścisłe i w 1891 r. został wypromowany na doktora praw. Następnie na krótko podjął praktykę adwokacką w kancelarii adwokata Pawła Dąbrowskiego, aby pod koniec 1891 r. wyjechać na studia do Wiednia (1891–1892), a następnie Berlina (1892–1894). Po powrocie do Lwowa ponownie podjął pracę jako kancelarzysta adwokacki, tym razem u adwokata Tadeusza Skałkowskiego. Pracował także na Uniwersytecie Lwowskim, początkowo w charakterze notariusza, a od 1898 także wykładowcy.
Był od 1898 docentem w II Katedrze Prawa Rzymskiego, w 1900 został profesorem nadzwyczajnym, w 1904 profesorem zwyczajnym. W latach 1904–1935 kierował II Katedrą Prawa Rzymskiego.  W roku akademickim 1905/1906 pełnił funkcję dziekana Wydziału Prawa, a w 1907 także prodziekana. W 1908 r. wybrany został do Lwowskiej Rady Miejskiej. Do 1914 r. pozostawał członkiem ówczesnego Narodowo-Demokratycznego Klubu Radnych pod nazwą Klubu Obywatelskiego. W 1912 r. wykonywał obowiązki prezesa Miejskiego Komitetu Polskiego Stronnictwa Demokratycznego we Lwowie. W 1913 r. ponownie wybrany został radnym na sześcioletnią kadencję. 24 maja 1933 został wybrany przez Senat Uniwersytet Jana Kazimierza we Lwowie na urząd rektora tej uczelni, zaś wybór wymagał zatwierdzenia przez Prezydenta RP. W 1937 został członkiem korespondentem PAU, należał także do Towarzystwa Naukowego we Lwowie.
W związku z wybuchem I wojny światowej, wyjazdem do Wiednia prezydenta Lwowa Józefa Neumanna i aresztowaniami wiceprezydentów po rozpoczęciu okupacji Lwowa przez armię rosyjską Marceli Chlamtacz tymczasowo objął ster władzy miejskiej. 20 czerwca 1915 został przymusowo wywieziony przez władze rosyjskie do Kijowa w grupie zakładników. W lutym 1918 został jednym ze stu członków Tymczasowej Rady Miejskiej we Lwowie. W latach 1918–1927 pełnił funkcję wiceprezydenta Lwowa. W czasie obrony Lwowa w listopadzie 1918 był członkiem polskiego Komitetu Obywatelskiego i powołanego 23 listopada 1918 Tymczasowego Komitetu Rządzącego we Lwowie.
Członek zarządu Związku Miast Polskich w 1932 roku.
W okresie okupacji niemieckiej Lwowa (czerwiec 1941 – lipiec 1944) brał udział w tajnym nauczaniu na Wydziale Prawa Uniwersytetu Jana Kazimierza, gdzie wykładał i egzaminował z prawa rzymskiego. W sierpniu 1943 członek  Rady Przybocznej powołanej przez okupacyjnego niemieckiego starostę miejskiego Lwowa.
Po wojnie wraz z dwoma innymi polskimi profesorami prawa UJK Przemysławem Dąbkowskim i Juliuszem Makarewiczem nie wyjechał ze Lwowa. Nie podjął też pracy na Uniwersytecie Iwana Franki.
Zmarł we Lwowie 7 stycznia 1947 i pochowany został w grobowcu rodzinnym na Cmentarzu Łyczakowskim.

## Publikacje
Marcelego Chlamtacza interesowało zarówno klasyczne, jak i justyniańskie prawo rzymskie. Szczególnie znaczenie miała dla niego możliwość wykorzystania dziedzictwa prawa rzymskiego w prawodawstwie mu współczesnym. W dorobku naukowym Marcelego Chlamtacza można wyróżnić trzy zasadnicze grupy prac. Były to prace dotyczące prawa rzeczowego, prawa zobowiązań oraz prace krytyczne (artykuły recenzyjne i recenzje). Publikował również prace związane z samorządem terytorialnym. Jego prace naukowe to przykłady solidnych naukowych studiów, choć pisane są językiem charakterystycznym dla epoki, w której przyszło mu tworzyć. Wśród jego prac wyróżnić można przede wszystkim:
- Die rechtliche Natur der Uebereinigungsart durch Tradition im roemischen Recht (1897)
- Kara konwencjonalna w stosunku do interesse z powodu niewykonania lub nienależytego wykonania umowy (1898)
- Posiadanie w świetle teoryi Wróblewskiego (1901)
- O nabyciu owoców w klasycznym prawie rzymskim z uwzględnieniem prawa cywilnego austriackiego i niemieckiego[11] (1903)
- O extensyi prawa zastawu na owoce rzeczy w prawie rzymskiem i cywilnem w prawie austriackiem[12] (1910)
- Kontrakty realne w prawie rzymskim, w teorii cywilistycznej i w projekcie polskiego kodeksu cywilnego (1930)
- Zagadnienie posiłkowej poręki w prawie rzymskim i w prawach nowożytnych[13] (1932)
- O kontraktach nienazwanych w prawie rzymskim[14] (1933)
- Sposób wynagrodzenia szkody w polskim kodeksie zobowiązań i w prawodawstwach nowożytnych[15] (1936)

## Ordery i odznaczenia
- Krzyż Komandorski Orderu Odrodzenia Polski (2 maja 1923)[16][17]
- Krzyż Walecznych (po raz 1 i 2 w 1922)[18]